# Ferrari 500 Superfast
La 500 Superfast è una autovettura sportiva costruita dalla Ferrari dal 1964 al 1966 in due serie.

## Il contesto generale
Mostrata al pubblico per la prima volta al Salone dell'automobile di Ginevra del 1964, è stato l'ultimo modello Ferrari costruito in serie limitatissima per clientela selezionata. Infatti, gli impianti della Casa automobilistica di Maranello si stavano sempre più convertendo alla produzione di linea. Ne furono costruiti 36 esemplari, più una 330 GT 2+2 con il design della carrozzeria della 500 Superamerica, consegnata al principe Bernardo d’Olanda. Altri acquirenti famosi di questo costoso modello (il suo prezzo era doppio rispetto ad una Rolls-Royce) furono Peter Sellers e Mohammad Reza Pahlavi. Della prima serie ne furono costruiti 25 esemplari, mentre della seconda, che apparve nel 1966, ne furono fabbricati 12 .
Il design della vettura derivava da quello della 400 Superamerica, ed era stato concepito da Pininfarina. Il modello possedeva ruote a raggi, anche se all'epoca la Ferrari aveva già iniziato a montare cerchioni di lega leggera. Era disponibile sia con guida a sinistra che a destra. Con quest'ultima configurazione ne furono prodotti otto esemplari .
La cifra “500” nella denominazione del modello richiamava la cilindrata totale del motore, che era di 5 litri, e non quella unitaria. In genere, infatti, la Ferrari denominava le sue vetture riferendosi a quest'ultima.
Questo propulsore era stato concepito e prodotto specificatamente per la 500 Superfast. Derivava marginalmente dai motori a “blocco lungo” progettati da Aurelio Lampredi, di cui condivideva solo la distanza tra gli assi dei cilindri. Infatti, il motore traeva soprattutto origine da quelli di Gioachino Colombo a “blocco corto” .

## Caratteristiche tecniche
Il motore era un V12 a 60°, anteriore, longitudinale, e con una cilindrata di 4962,96 cm³. L'alesaggio e la corsa erano rispettivamente di 88 mm e 68 mm, mentre il rapporto di compressione era di 8,8:1. La potenza massima erogata era di 400 CV a 6500 giri al minuto.
La distribuzione era monoalbero per bancata di cilindri, con due valvole per ciascuno di essi. L'alimentazione era fornita da 3 carburatori a doppio corpo di marca Weber e modello 40 DCZ/6. L'accensione era singola ed era formata da due bobine con i distributori posizionati nella parte posteriore del propulsore e da due spinterogeni; le candele erano sistemate all'esterno della "V" dei cilindri. La lubrificazione era a carter umido.
Il telaio era tubolare in acciaio, mentre la carrozzeria era coupé a due posti. 
Le sospensioni anteriori erano indipendenti, con quadrilateri trasversali e barra stabilizzatrice. Quelle posteriori erano formate da un ponte rigido con molle a balestra longitudinali e doppi puntoni. Entrambe montavano ammortizzatori telescopici e molle elicoidali, queste ultime coassiali agli ammortizzatori stessi sulle sospensioni posteriori. I freni erano a disco, mentre lo sterzo era a vite senza fine e settore dentato. Nella prima serie la trasmissione era costituita da un cambio a 4 rapporti sincronizzati e la quinta con overdrive, mentre nella seconda era disponibile un sistema a 5 marce, sempre sincronizzate. Quando ci fu il cambiamento da quattro a cinque rapporti, ci fu anche il passaggio da una frizione monodisco comandata meccanicamente ad una governata idraulicamente .
La velocità massima raggiunta dal modello era di 280 km/h .